# 廣瀨通站
廣瀨通站（日语：／ Hirosedōri eki */?）是一個位於日本宮城縣仙台市青葉區本町二丁目，屬於仙台市地下鐵南北線的鐵路車站。車站編號是N09。副站名是「一番町 中央通」、「仙台中央齋場 清月記前」（至平成32年3月31日）。

## 車站結構
此站位於廣瀨通道路下的島式月台1面2線的地底車站，大堂位於地下1樓，月台位於地下2樓。出入口有東1、2、西1至6合計8個。

### 月台配置
| 月台 | 路線     | 目的地         |
| ---- | -------- | -------------- |
| 1    | ■ 南北線 | 仙台、富澤方向 |
| 2    | ■ 南北線 | 泉中央方向     |

## 歷史
- 1987年（昭和62年）7月15日：開業。
- 2009年（平成21年）12月13日：月台閘門開始營運。

## 使用情況
| 上車人次推移       | 上車人次推移     |
| 年度               | 一日平均上車人次 |
| ------------------ | ---------------- |
| 2002年（平成14年） | 9,837            |
| 2003年（平成15年） | 10,027           |
| 2004年（平成16年） | 10,042           |
| 2005年（平成17年） | 10,056           |
| 2006年（平成18年） | 10,085           |
| 2007年（平成19年） | 9,904            |
| 2008年（平成20年） | 9,699            |
| 2009年（平成21年） | 9,370            |
| 2010年（平成22年） | 9,319            |
| 2011年（平成23年） | 9,483            |
| 2012年（平成24年） | 10,214           |
| 2013年（平成25年） | 10,462           |
| 2014年（平成26年） | 10,466           |
| 2015年（平成27年） | 10,672           |
| 2016年（平成28年） | 10,482           |
| 2017年（平成29年） | 10,873           |

- 2017年度（平成29年度）
  - 1日平均上車人數：10,873人[1]
  - 上車人次數是仙台市地下鐵車站次於仙台站、泉中央站、勾當台公園站、長町南站排行第5位。

一日平均上車人次（單位：人次）

## 相鄰車站
仙台市交通局（仙台市地下鐵）
■南北線
勾當台公園（N08）－廣瀨通（N09）－仙台（N10）

## 外部連結
- 廣瀨通站 （页面存档备份，存于） - 仙台市交通局（日語）